# Monzón
Monzón é um município da Espanha na província de Huesca, comunidade autónoma de Aragão, de área 155,01 km² com população de 17.115 habitantes (2010) e densidade populacional de 110,41 hab/km².

## Demografia
| Variação demográfica do município entre 1991 e 2004 | Variação demográfica do município entre 1991 e 2004 | Variação demográfica do município entre 1991 e 2004 | Variação demográfica do município entre 1991 e 2004 |
| --------------------------------------------------- | --------------------------------------------------- | --------------------------------------------------- | --------------------------------------------------- |
| 1991                                                | 1996                                                | 2001                                                | 2004                                                |
| 14690                                               | 14576                                               | 14920                                               | 15457                                               |

## Património
- Castelo de Monzón, fortificação que pertenceu à Ordem dos Templários, no contexto da Reconquista cristã da Península Ibérica.

## Cidades geminadas
- Barcelona, Espanha
- Muret, França